# Güey
Güey (o wey; pl. güeyes o weyes) es un mexicanismo usado como ofensa, pero también para dirigirse coloquialmente a una persona sin llamarla por su nombre. La palabra aplica de igual manera al género masculino como al femenino. En el argot mexicano, güey puede aludir a estúpido, amigo, enemigo, trastornado, valiente y un sinnúmero de términos que pueden resultar contradictorios. 

## Origen
Güey es una deformación de buey (del lat. bos, bovis) que en una de sus acepciones significa tonto, el vocablo presenta un cambio fonético de /b/ a /g/ posiblemente para facilitar la articulación (fenómeno conocido como «velarización del sonido bilabial oclusivo sonoro»). La Real Academia Española reconoce el término güey como un sustantivo, usado también como adjetivo mexicano, para referirse a una persona tonta o para dirigirse a alguien que ha tropezado. De acuerdo con el Diccionario breve de mexicanismos, güey también puede utilizarse para dirigirse a una persona de confianza. Como ofensa se relaciona metafóricamente con las características del toro castrado: lento y pesado; pero debido a su uso común, el término ha disminuido su significado peyorativo al grado de convertirse en una muletilla. Sobre el cambio del dígrafo «gü» a una «w» se sugiere que se debe a su similitud fonética y a que es más fácil de escribir en soportes digitales.

## Uso
Al igual que otras expresiones de tipo coloquial la palabra ha tenido diversos significados a través del tiempo, por lo que puede utilizarse indistintamente para:
1. Denotar torpeza, ignorancia o estupidez en expresiones como «¡Qué güey soy, se me olvidó el celular!», o «¡No seas güey!».
2. Referirse a la persona con la que se está hablando («No, güey, no pude ir») o para referirse a una persona de la cual no se conoce el nombre («¿Qué no es tu hermano aquel güey de camisa roja?», «sí, güey», o bien «no, güey»). En estos dos casos, significa «sujeto».
3. Mencionar al novio de alguien («Está con su güey»).[8]

A pesar de que a veces la palabra se usa de forma ofensiva, no representa un insulto entre amistades. Se utiliza en la mayoría de las ocasiones entre amigos y gente de confianza o entre gente joven. La palabra se utiliza dentro de cualquier clase social, siendo igual de aceptada y utilizada en todas ellas. Asimismo se utiliza en televisión y radio en programas populares de entretenimiento, pero no en situaciones más formales u objetivas, como es el caso de los noticieros.